# Raya Obscura, Álamo Temapache
Raya Obscura är en ort i Mexiko.   Den ligger i kommunen Álamo Temapache och delstaten Veracruz, i den sydöstra delen av landet, 240 km nordost om huvudstaden Mexico City. Raya Obscura ligger 13 meter över havet och antalet invånare är 414.
Terrängen runt Raya Obscura är huvudsakligen platt, men söderut är den kuperad. Runt Raya Obscura är det ganska tätbefolkat, med 120 invånare per kvadratkilometer. Närmaste större samhälle är Tuxpan de Rodríguez Cano, 13,0 km öster om Raya Obscura. Trakten runt Raya Obscura består till största delen av jordbruksmark.